# Mont Guillaume
Le mont Guillaume est une montagne des Alpes culminant à 2 542 m d'altitude dans la partie méridionale du massif des Écrins, à Embrun dans le département des Hautes-Alpes en France.
Son nom correspond à un hagiotoponyme caché en référence à Guillaume d'Eygliers (saint Guillaume).
Au sommet se trouvent une croix monumentale et une chapelle, objet d'un pèlerinage annuel,.